# Ministère de la Communication et de l'Information
Le ministère de la Communication et de l'Information ou MinCI (Ministerio del Poder Popular para la Comunicación y la Información, en espagnol, littéralement, « ministère du Pouvoir populaire pour la Communication et l'Information ») est un ministère du gouvernement du Venezuela. L'actuelle ministre est Freddy Ñáñez depuis le 20 octobre 2020.

## Liste des ministres de la Communication et de l'Information
| Image | Nom                            | Parti | Début              | Fin              |
| ----- | ------------------------------ | ----- | ------------------ | ---------------- |
|       | Freddy Ñáñez                   |       | 2025               |                  |
|       | Freddy Ñáñez                   |       | 20 octobre 2020    | 2025             |
|       | Jorge Rodríguez                |       | 3 novembre 2017    | 4 septembre 2020 |
|       | Ernesto Villegas               |       | 4 octobre 2016     | 3 novembre 2017  |
|       | Luis José Marcano              |       | 7 janvier 2016,    | 4 octobre 2016   |
|       | Desiree Santos Amaral          |       | 28 avril 2015      | 2016             |
|       | Jacqueline Faría               |       | 13 octobre 2014    | 28 avril 2015    |
|       | Delcy Rodríguez                |       | 3 août 2013        | 13 octobre 2014  |
|       | Ernesto Villegas               |       | 13 octobre 2012    | 2 août 2013      |
|       | Andrés Izarra                  |       | 7 décembre 2010    | 12 octobre 2012  |
|       | Mauricio Rodríguez             |       | 23 juin 2010       | 6 décembre 2010  |
|       | Tania Díaz                     |       | ?                  | 22 juin 2010     |
|       | Blanca Eekhout                 |       | avril 2009         | 2010             |
|       | Jesse Chacón                   |       | décembre 2008      | avril 2009       |
|       | Andrés Izarra                  |       | décembre 2007      | juillet 2008     |
|       | Willian Lara                   |       | mars 2006          | décembre 2007    |
|       | Yuri Pimentel                  |       | août 2005          | mars 2006        |
|       | Andrés Izarra                  |       | 1er septembre 2004 | mars 2005        |
|       | Jesse Chacón                   |       | juillet 2003       | 31 août 2004     |
|       | Nora Uribe                     |       | 2002               | août 2003        |
|       | Ismael Hurtado                 |       | 2000               | 2002             |
|       | Alberto Esqueda                |       | 1999               | 2000             |
|       | Julio Montes                   |       | 1999               | 1999             |
|       | Luis Reyes                     |       | 2 février 1999     | 30 août 1999     |
|       | Julio César Martí Espina       |       | 1998               | 1999             |
|       | Moisés Orozco Graterol         |       | 1996               | 1998             |
|       | Ciro Zaa Álvarez               |       | 1994               | 1996             |
|       | César Quintín Rosales          |       | 1994               | 1994             |
|       | José Domingo Santander         |       | 1993               | 1994             |
|       | Fernández Martínez Mótola      |       | 1992               | 1993             |
|       | Roberto Smith                  |       | 26 juillet 1990    | 10 janvier 1992  |
|       | Augusto Faría Viso             |       | 1989               | 1990             |
|       | Gustavo José Rada              |       | 1989               | 1989             |
|       | Vicente Pérez Cayena           |       | 1988               | 1989             |
|       | Juan Pedro del Moral           |       | 1984               | 1988             |
|       | Guido Díaz Peña                |       | 1982               | 1984             |
|       | Enrique Pérez Olivares         |       | 1981               | 1982             |
|       | José Luis Zapata Escalona      |       | 1979               | 1981             |
|       | José Ignacio Álvarez Maldonado |       | 1979               | 1979             |
|       | Jesús Vivas Casanova           |       | 1976               | 1979             |